# Scatella minima
Scatella minima är en tvåvingeart som beskrevs av Wirth 1955. Scatella minima ingår i släktet Scatella och familjen vattenflugor. Inga underarter finns listade i Catalogue of Life.